# Sikatuna
Sikatuna è una municipalità di sesta classe delle Filippine, situata nella Provincia di Bohol, nella Regione del Visayas Centrale.
Sikatuna è formata da 10 baranggay:
- Abucay Norte
- Abucay Sur
- Badiang
- Bahaybahay
- Cambuac Norte
- Cambuac Sur
- Canagong
- Libjo
- Poblacion I
- Poblacion II